# Línia evolutiva de Fuecoco
Aquesta línia evolutiva de Pokémon inclou Fuecoco, Crocalor i Skeledirge.

## Fuecoco
Fuecoco és una de les espècies que apareixen a la franquícia Pokémon, una sèrie de videojocs, anime, mangues, llibres, cartes col·leccionables i altres mitjans que va ser inventada per Satoshi Tajiri i ha generat milers de milions de dòlars en beneficis per a Nintendo i Game Freak. És de tipus foc i evoluciona a Crocalor.
És l'inicial de tipus foc de la regió de Paldea.

### En els videojocs
Va fer el seu debut en el joc Pokèmon Escarlata i Púrpura, per tant va aparèixer per primera vegada en un joc el 18 de novembre de 2022, data de llançament d'aquest videojoc. És un dels primers Pokémon que podem escollir ja que perteneix a un dels tres inicials d'esta generació.
Durant el joc es pot pujar de nivell per a evolucionar-lo una vegada arriba al nivell 16.

## Crocalor
Crocalor és una de les espècies que apareixen a la franquícia Pokémon, una sèrie de videojocs, anime, mangues, llibres, cartes col·leccionables i altres mitjans que va ser inventada per Satoshi Tajiri i ha generat milers de milions de dòlars en beneficis per a Nintendo i Game Freak. És de tipus foc. Evoluciona de Fuecoco i evoluciona a Skeledirge.
És la segona evolució de la línia evolutiva de l'inicial de foc de novena generació.

## Skeledirge
Skeledirge és una de les espècies que apareixen a la franquícia Pokémon, una sèrie de videojocs, anime, mangues, llibres, cartes col·leccionables i altres mitjans que va ser inventada per Satoshi Tajiri i ha generat milers de milions de dòlars en beneficis per a Nintendo i Game Freak. És de tipus foc i evoluciona de Crocalor.
És l'última evolució de la línia evolutiva dels inicials de tipu foc de la novena generació. En arribar a aquesta forma a més del tipus foc obté el tipus fantasma.

### Forma
És un cocodril de color roig al qual li ix foc per la boca. Fa homenatge als fardatxos tan presents en les creacions d'Antoni Gaudí. En la seua forma brillant canvia el color roig per un color morat.